# Resolució 1768 del Consell de Seguretat de les Nacions Unides
La Resolució 1768 del Consell de Seguretat de les Nacions Unides fou adoptada per unanimitat el 31 de juliol de 2007. Una vegada més condemnant el flux il·lícit d'armes a la República Democràtica del Congo i reiterant la seva preocupació per l'activitat de la milícia a les seves províncies orientals, el Consell de Seguretat va ampliar l'embargament d'armes contra aquest país, que expira avui, durant uns altres deu dies.

## Detalls
Mitjançant l'aprovació unànime de la resolució 1768 (2007), el Consell va especificar que els mecanismes que havia establert durant els últims anys per controlar i fer complir l'embargament es prorrogaran durant el mateix període.
Aquests mecanismes inclouen una prohibició de viatjar i una congelació dels actius a persones determinades per haver violat l'embargament, i el mandat d'un grup d'experts encarregat de controlar les violacions a través de la informació proporcionada per la Missió de les Nacions Unides a la República Democràtica del Congo (MONUC) i altres mitjans, i recomanar formes d'enfortir el règim de sancions.